# Sergio Chiamparino
Sergio Chiamparino, född 1 september 1948 i Moncalieri, Torino (provins), är en italiensk före detta borgmästare i Turin.
Han valdes till borgmästare i Turin 2001 som efterträdare till Valentino Castellani och blev omvald i maj 2006 med 66,6% av rösterna, där han lyckades besegra Rocco Buttiglione. Efter tio år som borgmästare i Turin efterträddes han 2011 av Piero Fassino.